# توماس موريس (سياسي أمريكي)
توماس موريس (بالإنجليزية: Thomas Morris)‏ هو محامي وسياسي أمريكي، ولد في 26 فبراير 1771 في فيلادلفيا في الولايات المتحدة، وتوفي في 12 مارس 1849 في نيويورك في الولايات المتحدة. حزبياً، نشط في الحزب الفيدرالي الأمريكي. وقد انتخب عضو جمعية ولاية نيويورك وانتخب عضو مجلس النواب الأمريكي.